# Universidade de Ciências Aplicadas de Tampere

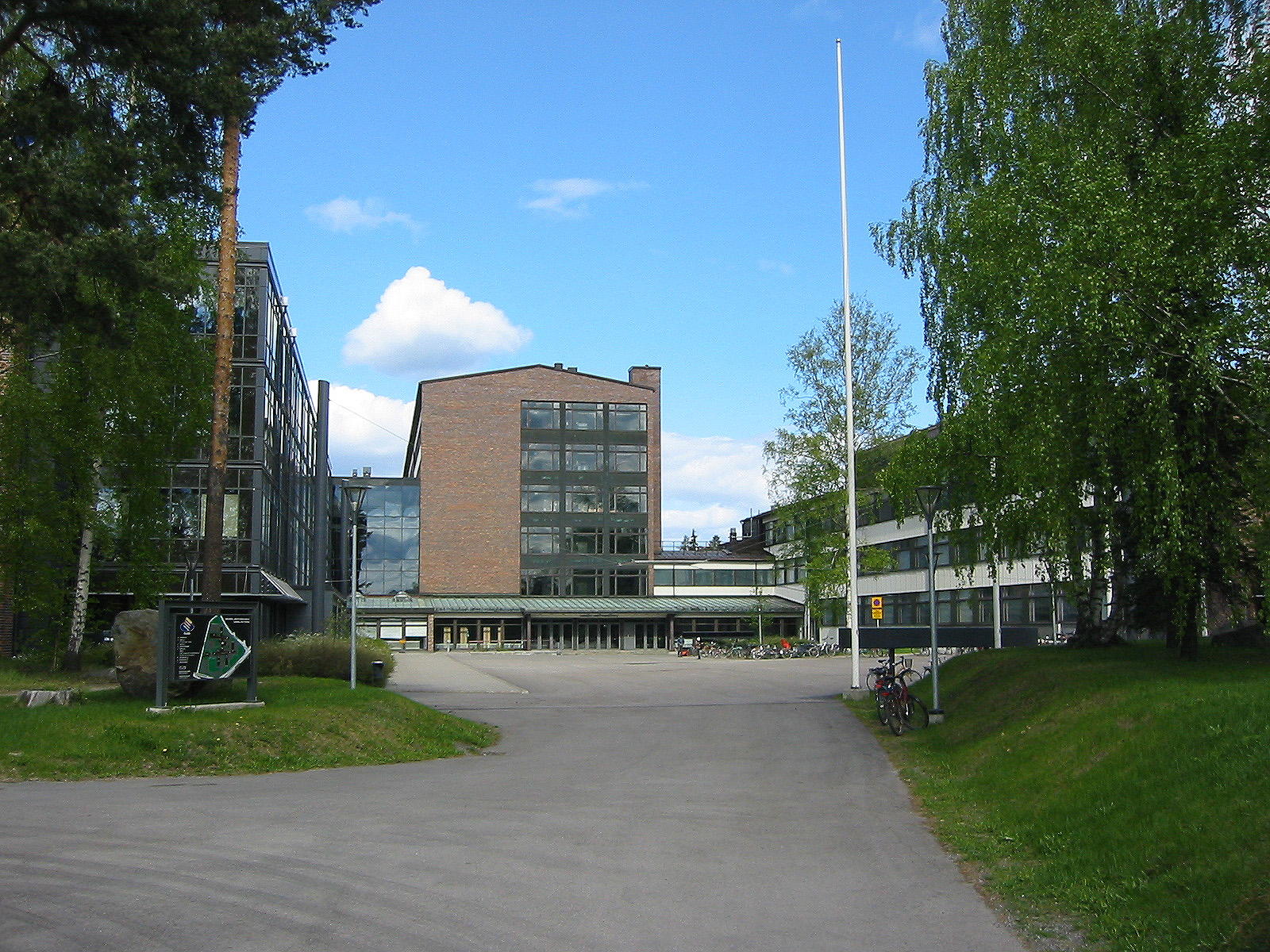

A Universidade de Ciências Aplicadas de Tampere (Tampere University of applied Sciences em inglês, e em finlandês:  Tampereen ammattikorkeakoulu, TAMK) é uma universidade de ciências aplicadas ( politécnica), situada na cidade de Tampere na região de Pirkanmaa, Finlândia.
Foi fundada em 1996 e em 2010 foi fundida com a Universidade de Ciências Aplicadas de Pirkanmaa. TAMK conta com 4 campi localizados em Tampere, Ikaalinen, Mänttä-Vilppula e Virrat.
O campus principal da TAMK  está localizado na cidade de Tampere, a três quilômetros de distância do centro da cidade. Existem outros três campi menores em Tampere: Mediapolis, Academia de Música, e Proakatemia.
TAMK tem 10.000 alunos divididos entre mais de 40 cursos, dos quais 7 são conduzidas em inglês. 

## Colaboração acadêmica
TAMK tem convênios com mais de 300 Universidades em 50 Países. TAMK participa de vários programas de mobilidade, incluindo Erasmus +, Nordplus, North-South-South,First, o Programa de Cooperação Educacional da China e o Ciência Sem Fronteiras. 